# Narva
Narva là thành phố lớn thứ ba của đất nước Estonia. Thành phố tọa lạc ở điểm cực đông Estonia, giáp biên giới Liên bang Nga, bên sông Narva đổ vào hồ Peipus.
Trong lịch sử, xung quanh thành phố này là nơi diễn ra các trận Narva.